# Pierre-Louis de La Ville-Baugé
Pierre-Louis, marquis de La Ville-Baugé, né à Thouars le 24 février 1764 et mort le 16 octobre 1834, est un chef vendéen durant la Révolution, membre du Conseil de guerre et officier général de l'Armée catholique et royale.

## Famille
La famille de La Ville-Baugé, originaire du Poitou (Thouars), est anoblie en 1654 sous le règne de Louis XIV. Ses armes portent d'argent à la bande de gueules. Elle fait partie des familles subsistantes de la noblesse française et elle est inscrite à l'ANF depuis 2004.

## Biographie
Fils du maire de Thouars, il quitte Paris lorsqu'éclata la Révolution et rejoint l'armée vendéenne à Thouars. Entré comme officier dans la division de Lescure, il passe major de cette division le 18 mai 1793 après la bataille de La Châtaigneraie. Il se distingue à la prise de Saumur.
Le 10 juin 1793, il fut nommé membre du Conseil de guerre, dirigeant les opérations de l'armée. Il fut envoyé commander un corps d'observation à Pouzauges le 20 septembre 1793, et se distingue lors de la deuxième bataille de Cholet. Après le passage de la Loire, il fut nommé général en second de la division d'Anjou et contribua puissamment à la victoire de Laval où il avait pris le commandement de l'artillerie.
Il prit part au siège de Granville, fut chargé du commandement de l'artillerie aux batailles d'Entrammes, de Dol, etc. Il repasse la Loire avec Henri de La Rochejaquelein et fut séparé de l'armée de Vendée. Il se distingue lors de la troisième bataille de Cholet, le 8 février 1794.
Après la mort de son ami Gaspard de Bernard de Marigny, en juillet 1794, il refuse tout commandement et ne veut plus combattre que comme volontaire jusqu'à la pacification de Nantes à laquelle il s'emploie énergiquement.
Chevalier de l'ordre de Saint-Louis en 1814, il devient grand prévôt de la cour prévôtale de la Côte-d'Or en 1816 et se retire après l'abolition des cours prévôtales en 1818. Il est ensuite maire de Thouars de 1822 à 1830.